# Alice Sapritch

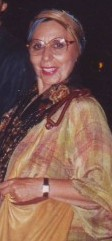
Alice Sapritch (1985)

Alice Sapritch (* 29. Juli 1916 in Ortaköy, Türkei; † 24. März 1990 in Paris, Frankreich; eigentlich Alice Sapric) war eine französische Schauspielerin und Sängerin.

## Leben
Sapritch war teilweise armenischer Abstammung und kam in einem kleinen Ort in der Nähe von Istanbul zur Welt, wo sie ihre Kindheit verbrachte. Im Alter von dreizehn Jahren zog sie mit ihren Eltern über Brüssel nach Paris. Hier absolvierte sie eine Schauspielausbildung und arbeitete bis zum Ausbruch des Zweiten Weltkriegs am Theater.
Ihr Leinwanddebüt gab sie im Alter von 34 Jahren, worauf sie vorwiegend in kleinen Nebenrollen zu sehen war. Die Darstellung der trauernden Ehefrau an der Seite von Louis de Funès in Balduin, der Sonntagsfahrer und vor allem die Rolle der prüden spanischen Hofdame Dona Juana in Die dummen Streiche der Reichen, wo sie einen humorvollen Striptease vollführte, machten Alice Sapritch bekannt. Alice profilierte sich außerdem als Sängerin und brachte über die Jahre diverse Alben mit Chansons heraus, unter anderen 1986 Slowez moi.
Gegen Ende der 1970er Jahre erhielt sie weniger Rollenangebote. Nach ihrer Darstellung der Tante Bronte in Die Schwestern Brontë und einer Nebenrolle in Hilfe, die Amis kommen trat sie nur noch selten in Filmen auf.

## Filmografie (Auswahl)
- 1958: Das Spiel war sein Fluch (Le Joueur)
- 1960: Das Testament des Orpheus (Le Testament d’Orphée ou ne me demandez pas pourquoi !)
- 1960: Schießen Sie auf den Pianisten (Tirez sur le pianiste)
- 1961: Die Drohung (La menace)
- 1966: Wer sind sie, Polly Magoo? (Qui êtes-vous, Polly Magoo?)
- 1967: Lamiel – ich liebe die Liebe (Lamiel)
- 1967: Allô Police (Fernsehserie, 1 Folge)
- 1968: Mord im Grand-Hotel (Meurtre en liberté)
- 1971: Balduin, der Sonntagsfahrer (Sur un arbre perché)
- 1971: Die dummen Streiche der Reichen (La Folie des grandeurs)
- 1973: Durch Paris mit Ach und Krach (Elle court, elle court la banlieue)
- 1973: Le concierge
- 1973: Die Umstandshose (L’Événement le plus important depuis que l’homme a marché sur la lune)
- 1974: Die Verfolgten (Les Guichets du Louvre)
- 1974: Urlauber (Les vacanciers) – Regie: Michel Gérard
- 1976: Asterix erobert Rom (Les Douze travaux d’Astérix) (Stimme)
- 1978: Horoskop mit Hindernissen (L’Horoscope)
- 1979: Die Schwestern Brontë (Les Sœurs Brontë)
- 1985: Hilfe, die Amis kommen (National Lampoon’s European Vacation)
- 1989: Catharina de Medici (TV-Film)